# 문원주
문원주(1980년 2월 14일 ~ )는 대한민국의 배우이다.

## 학력
- 중앙대학교 연극영화과 졸업

## 출연 작품

### 드라마
- 《황금사과》 (KBS2, 2005년) - 순식 역
- 《투명인간 최장수》 (KBS2, 2006년)
- 《꽃 찾으러 왔단다》 (KBS2, 2007년)
- 《KBS 드라마시티 - 늙은 양아치의 노래》 (KBS2, 2007년) - 남식 역
- 《최강칠우》 (KBS2, 2008년) - 점박이 역
- 《코끼리》 (MBC, 2008년)
- 《위대한 이야기 - 원폭박치기 김일》 (TV조선 & tvN, 2015년) - 김일 역
- 《녹두꽃》 (SBS, 2019년) - 김당손 역
- 《스토브리그》 (SBS, 2019년) - 기범 역
- 《트레이서》 (MBC, WAVVE, 2022년) - 고동원 역
- 《소방서 옆 경찰서》(SBS, 2022년) - 남성 역
- 《두뇌공조》 (KBS2, 2022년) - 김재원의 매니저 역 (특별출연)

### 영화
- 《잠복근무》 (2004년) - 성진 역
- 《너는 내 운명》 (2005년) - 브로커 국씨 역
- 《파랑주의보》 (2005년) - 영구 역
- 《다세포 소녀》 (2006년) - 이쁜이 조폭 / 로드매니저 역
- 《김관장 대 김관장 대 김관장》 (2007년) - 문신 역
- 《해부학 교실》 (2007년) - 경민 역
- 《도레미파솔라시도》 (2008년) - 덕팔 역
- 《당신이 잠든 사이에》 (2008년) - 영호 역
- 《모던 보이》 (2008년) - 덩치 형사 역
- 《음란한 사회》 (2008년) - 초롱 역
- 《주유소 습격사건 2》 (2010년) - 돌배지기 역
- 《방자전》 (2010년) - 말호 역
- 《투혼》 (2011년) - 느림보 역
- 《미운오리새끼》 (2012년) - 행자 역
- 《은밀하게 위대하게》 (2013년) - 최완우 역
- 《히어로》 (2013년) - 봉수 역
- 《캠퍼스 S 커플》 (2014년) - 승규 역
- 《창애 짐승 잡는 덫》 (2021년) - 마 박사 역

### 방송
- 《기적의 오디션》 (2011년, SBS)

### 뮤지컬
- 《진짜 진짜 좋아해》

### 연극
- 《영자와 진택》
- 《말괄량이》
- 《돈키호테》
- 《M. 제롬의 추억》
- 《천일의 앤》
- 《오델로》